# Sunbilla
Sunbilla (spanisch Sumbilla) ist eine spanische Gemeinde (municipio) in der Comunidad Foral de Navarra mit 674 Einwohnern (Stand: 2024).

## Lage
Sunbilla liegt etwa 45 Kilometer nördlich von Pamplona (Iruna) in einer Höhe von ca. 105 m am Fluss Bidasoa. 

## Sehenswürdigkeiten

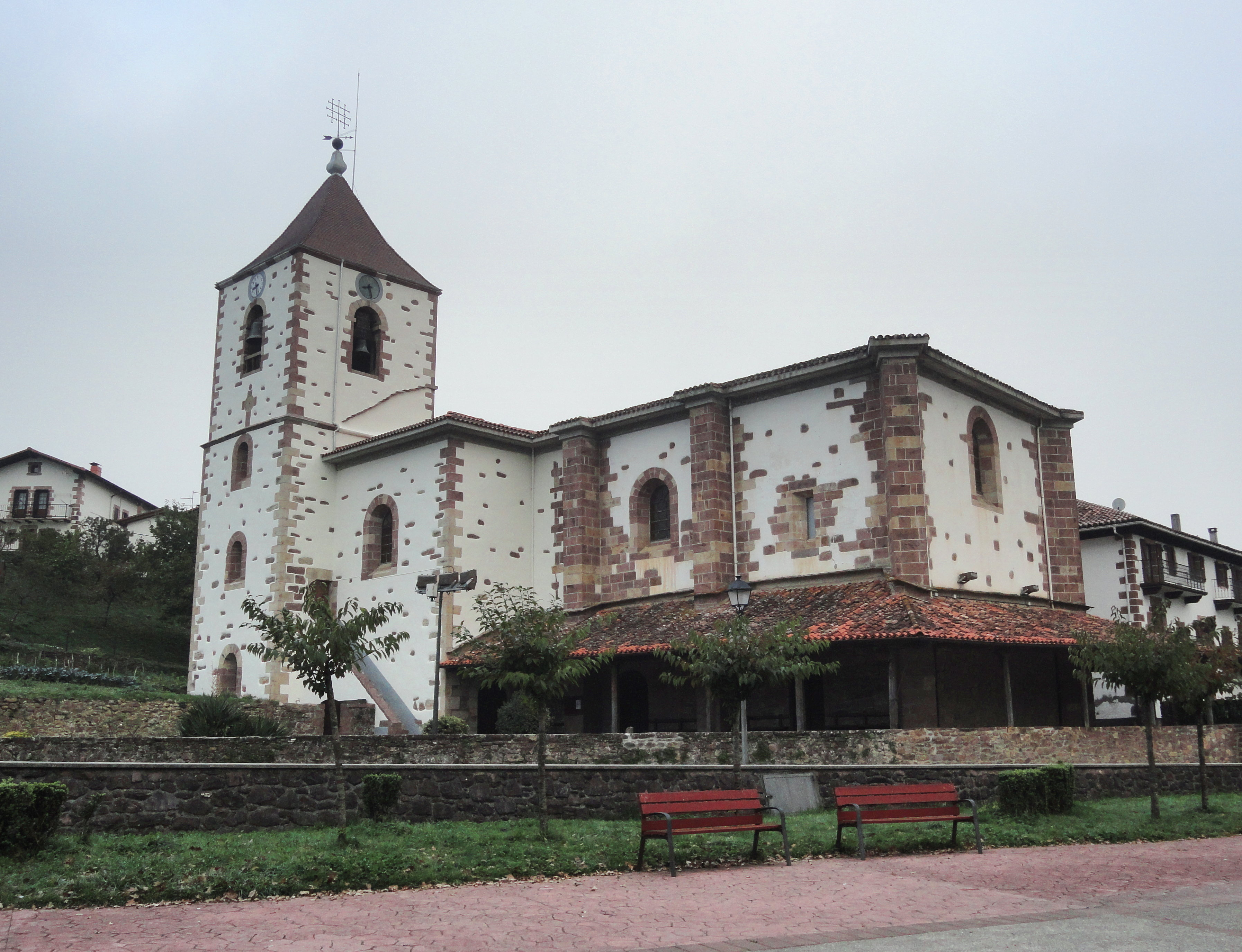
Johannes-der-Täufer-Kirche
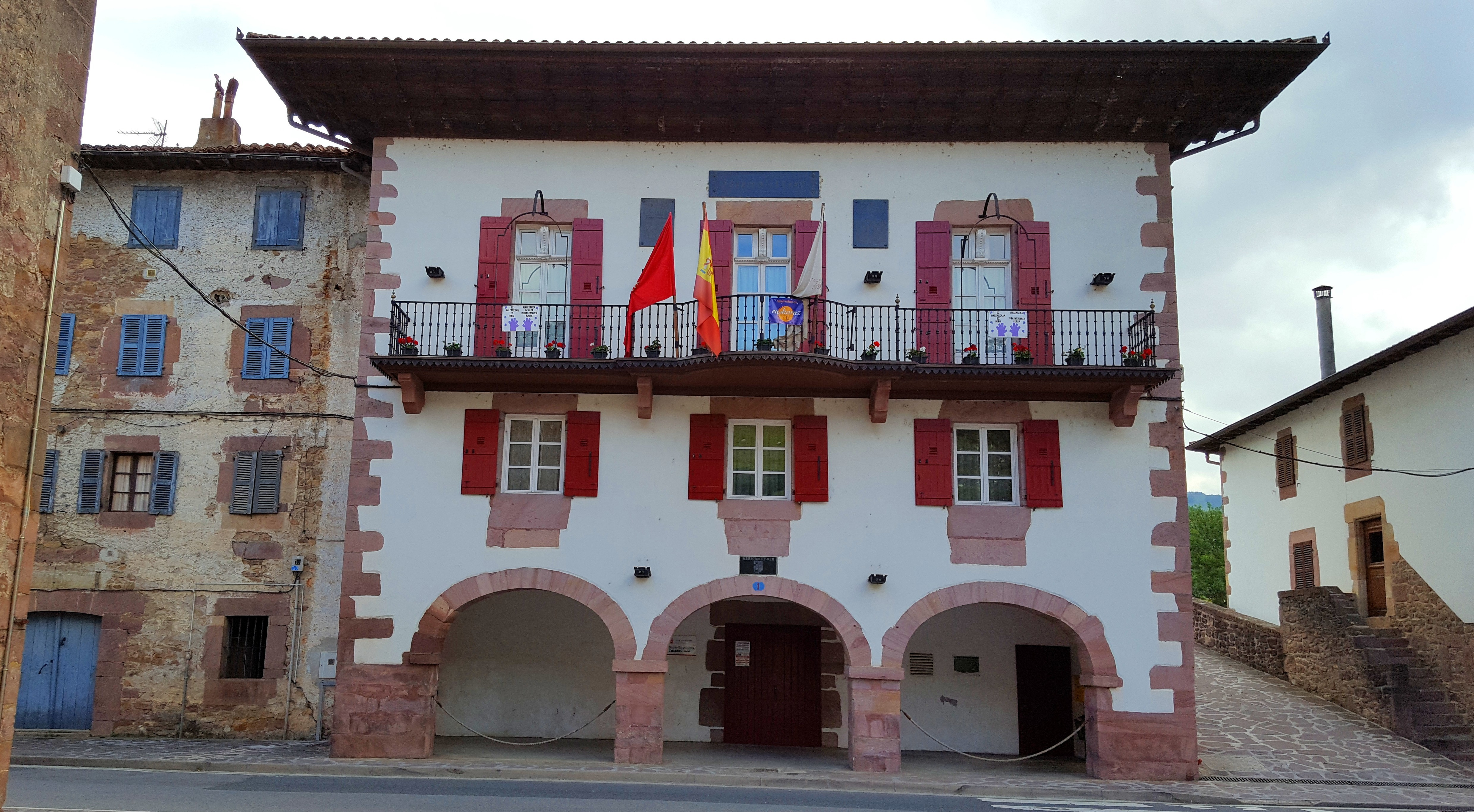
Rathaus

- Johannes-der-Täufer-Kirche
- Rathaus